# سحالي ذات القرون
سحالي ذات القرون أو السحالي الشائكة هي أسرة تتبع فصيلة الإغوانية. وتملك 136 نوع في 10 أجناس.